# HTMS Prachuap Khiri Khan
Pour les articles homonymes, voir Prachuap Khiri Khan (homonymie).
Le HTMS Prachuap Khiri Khan (OPV-552) est le deuxième patrouilleur hauturier (en anglais : Offshore Patrol Vessel ou OPV) de classe Krabi de la Marine royale thaïlandaise.
Il s’agit d’un patrouilleur de classe River modifié, construit par Mahidol Adulyadej Naval Dockyard, avec le soutien de la conception et du transfert de technologie de BAE Systems Surface Ships. Le navire a été construit à l’arsenal Mahidol de la Marine royale thaïlandaise à Sattahip. Le navire a été lancé le 2 août 2019, en présence de SAR la Princesse Maha Chakri Sirindhorn, deuxième fille du Roi Bhumibol Adulyadej.